# Sun Fengwu
Sun Fengwu (孙凤武S, Sūn FèngwǔP; Jilin, 19 marzo 1962) è un ex cestista e allenatore di pallacanestro cinese.

## Carriera
Da giocatore ha disputato tre edizioni dei Giochi olimpici (1984, 1988 e 1992) ed altrettante dei Mondiali (1982, 1986 e 1990). Da allenatore ha guidato la Nazionale di pallacanestro femminile della Cina ai Giochi della XXX Olimpiade di Londra.